# Appias nero
Appias nero är en fjärilsart som först beskrevs av Fabricius 1793.  Appias nero ingår i släktet Appias och familjen vitfjärilar. Inga underarter finns listade i Catalogue of Life.

## Bildgalleri

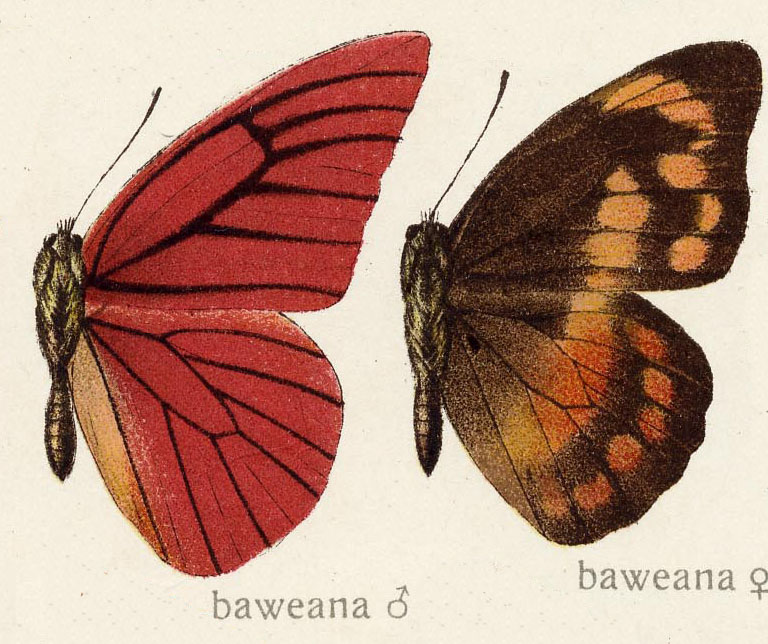